# Palazzo Trabucco della Torretta

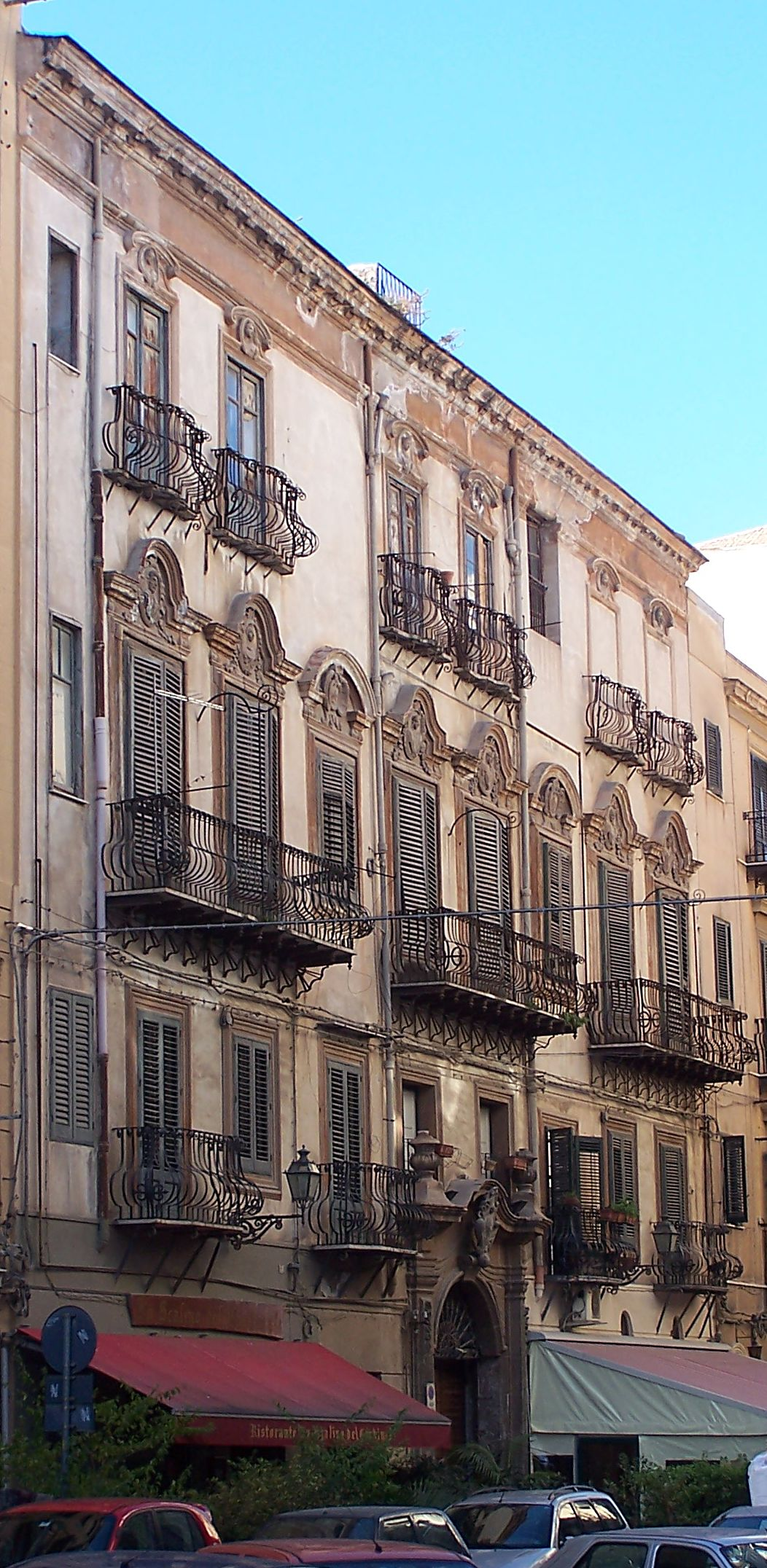
Vista geral da fachada do Palazzo Trabucco della Torretta.

O Palazzo Trabucco é um palácio nobre italiano, situado em Palermo, na Via Bottai, em pleno bairro histórico do Kalsa (ou Mandamento Tribunali).

## História e Arquitectura
O palácio foi construído em 1756 por conta de Dom Tommaso Trabucco, mercador napolitano que se transferiu para Palermo. Trata-se dum palácio nobre, cujas características estão a meio caminho entre a residência aristocrátia e o palácio para habitação da primeira metade do século XVIII.
A fachada, em ocre e branco, apresenta uma alternância de varandas com barras em peito de ganso e janelas. Rica é a decoração em estuque com molduras em torno das janelas e das varandas, moldura na cornija com mísulas, medalhões nos remates das janelas, numa abundância decorativa típica do período tardo-barroco palermitano. Ao centro do piso térreo abre-se o grande portal com pilastras salientes em sentidos divergentes, moldura com arco e vasos laterais.
O andar nobre (piano nobile) conserva até hoje, apesar das constantes renovações, uma série de salas de representação, entre as quais o grande salão com um afresco alegórico representando "O tempo que dá a justa fama e dissipa a falsidade", da escola de Vito D'Anna. Por outro lado, conservam-se os remates das portas decorados com pinturas de Pietro Manno e Giuseppe Velasco.
Sériamente danificado durante os bombardeamentos de 1943, o Palazzo Trabucco della Torretta foi restaurado de forma económica, eliminando parte das decorações em estuque arruinadas durante a guerra.